# Піеролапітек
Піеролапітек (Pierolapithecus catalaunicus) — викопний вид приматів, які жили приблизно 13 мільйонів років тому під час Міоцену, на території сучасного муніципалітету Алс-Усталетс-да-Піарола, Каталонія. Звідси й походить назва даного виду, що з латинської мови перекладається як «каталонська мавпа з Піероли». За однією з версій, піеролапітек є спільним предком людини та інших сучасних людиноподібних мавп, чи принаймні найближчим до спільного предка, ніж інші попередньо досліджені скам'янілості.

## Відкриття
Група каталонських палеоантропологів на чолі з Сальвадором Моя-Сола вперше описали піеролапітека, завдяки викопним решткам, знайденим у грудні 2002 року. Вперше про це відкриття було повідомлено в журналі «Science» 19 листопада 2004.
Так само як усі представники родини гомінідів, піеролапітек мав спеціалізовані пристосування для лазіння по деревах: широка, плоска грудна клітка, жорстка нижня частина хребта, гнучкі зап'ястки та лопатки, паралельні площині спини. Присутні також плезіоморфні, мавпоподібні риси, такі як плоске обличчя та короткі пальці на нижніх і верхніх кінцівках (Гібонові та Мавпові демонструють більш узагальнені характеристики). Клубова кістка тазу у піеролапітека ширша, ніж у виду Proconsul nyanzae, який мешкав 18 млн років тому.
Оскільки представник даного роду був знайдений на Піренейському півострові, виникли дискусії про те, що піеролапітек може бути предком сучасних людиноподібних мавп, адже більша частина фосильних свідчень еволюції гомінідів та гомінінів виявлена у східній частині Африки та південно-східній частині Азії. Та виходячи з того, що Середземне море зменшувалося у минулому кілька разів, сприяючи міграції наземної фауни між Африкою та Європою, то цілком можливо, що піеролапітек або його нащадки могли жити на обох континентах в період Мессінського піка солоності.
Окрім теорії про загального предка, також було висловлено припущення, що цей вид міг бути предком людини, шимпанзе та горил, але не орангутанів, через певні характерні риси обличчя.

## Класифікація
- Ряд Примати
  - Підряд Гаплоринові (Сухоносі примати)
    - Інфраряд Мавпоподібні
      - Парворяд Вузьконосі мавпи
        - Надродина Людиноподібні мавпи, або Гоміноїди
          - Родина Гомініди (Hominidae)
            - Родина Гомініни (Homininae)
              - † Рід Піеролапітек (Pierolapithecus)
                - † Вид Pierolapithecus catalaunicus

## Інші представники підродини гомініни
- Грифопітек
- Самбурупітек
- Анойяпітек
- Хорорапітек
- Накаліпітек